# 2,3-Dihidroksibenzoat-serinska ligaza
2,3-Dihidroksibenzoat-serinska ligaza (EC 6.3.2.14, N-(2,3-dihidroksibenzoil)-serin sintetaza, 2,3-dihidroksibenzoilserin sintetaza, 2,3-dihidroksibenzoat—serin ligaza) je enzim sa sistematskim imenom 2,3-dihidroksibenzoat:L-serin ligaza. Ovaj enzim katalizuje sledeću hemijsku reakciju
6 ATP + 3 2,3-dihidroksibenzoat + 3 L-serin {\displaystyle \rightleftharpoons } enterobactin + 6 AMP + 6 difosfat
Ovaj enzimski kompleks katalizuje konverziju molekula koji se formiraju siderofori enterobaktina.

## Literatura
- Nicholas C. Price; Lewis Stevens (1999). Fundamentals of Enzymology: The Cell and Molecular Biology of Catalytic Proteins (Third изд.). USA: Oxford University Press. ISBN 019850229X.
- Eric J. Toone (2006). Advances in Enzymology and Related Areas of Molecular Biology, Protein Evolution (Volume 75 изд.). Wiley-Interscience. ISBN 0471205036.
- Branden C; Tooze J. Introduction to Protein Structure. New York, NY: Garland Publishing. ISBN 0-8153-2305-0.
- Irwin H. Segel. Enzyme Kinetics: Behavior and Analysis of Rapid Equilibrium and Steady-State Enzyme Systems (Book 44 изд.). Wiley Classics Library. ISBN 0471303097.

## Spoljašnje veze
- Enterobactin+synthase на 